# Jane Wyman
Jane Wyman, właśc. Sarah Jane Mayfield (ur. 5 stycznia 1917 w St. Joseph, zm. 10 września 2007 w Rancho Mirage) – amerykańska aktorka, laureatka Oscara oraz czterech Złotych Globów.

## Życiorys
Jane Wyman urodziła się jako Sarah Jane Mayfield w St. Joseph w stanie Missouri jako córka Manninga Jefferiesa Mayfielda, pracownika masarni i Gladys Hope Christian. W 1921 roku jej matka wniosła o rozwód, lecz jej ojciec niespodziewanie zmarł w wieku 27 lat. Matka po śmierci męża przeniosła się do Cleveland, a małą Jane zostawiła pod opieką przybranych rodziców: Emmy i Richarda Fulksów. W 1929 roku zmarł jej ojczym, a wkrótce potem jej rodzina przeniosła się do Los Angeles. Po ukończeniu szkoły średniej pracowała jako kelnerka. W tym samym czasie rozpoczęła karierę piosenkarki w miejscowym radio, używając pseudonimu „Jane Durrell”.
Pragnąc zostać aktorką, zwróciła się o pomoc do agenta hollywoodzkiego, który zapewnił jej angaż w studiu Warner Bros.. Grała role epizodyczne, a po przefarbowaniu włosów na blond, zatrudniono ją w filmach Smart Blonde, Fools for scandal i Mr. Dodd szaleje.
W latach 1937-38 byłą zamężna z producentem odzieżowym, Myronem Futermanem. Przyszłego prezydenta USA Ronalda Reagana poznała na planie filmowym. Zagrała z nim wspólnie w Brother Rat w 1939 roku. Pobrali się 25 stycznia 1940, a w podróż poślubną udali się do Palm Springs. Wkrótce potem ponownie zagrali razem w filmie – kreując małżeństwo w An Angel from Texas.

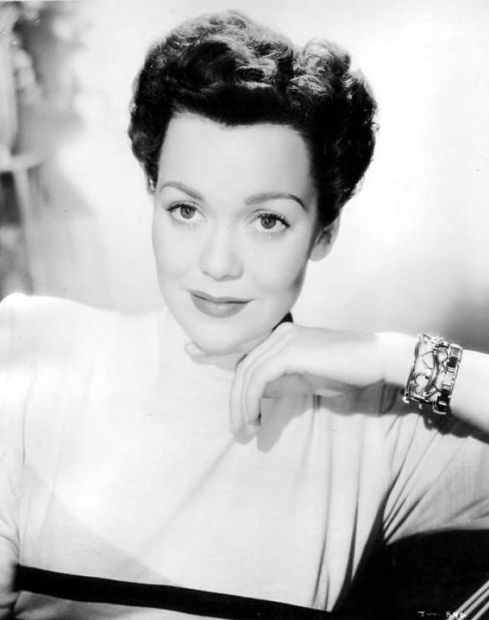
Plakat promocyjny Jane Wyman z 1947

Z czasem otrzymywała propozycje grania w lepiej ocenianych przez krytyków filmach: Stracony weekend z 1945, Roczniak z 1947 (za którego otrzymała nominację do Oscara) i Johnny Belinda z 1948, za którą otrzymała Nagrodę Akademii Filmowej. Pod koniec 1947 roku zdecydowała się na separację z Reaganem, który angażował się coraz bardziej w politykę. Po rozwodzie w czerwcu 1948 roku, przeprowadziła się do Holmby Hills.
Grała w coraz lepiej opłacanych filmach jak Trema, Przybywa narzeczony czy Szklana menażeria. Role w The Blue Veil i Wspaniałej obsesji przyniosły kolejne oscarowe nominacje. W latach 50. i 60. była dwukrotnie zamężna z reżyserem musicali Freddiem Kargerem. Za czasów prezydentury Reagana, otrzymała rolę Angeli Channing w serialu Falcon Crest, za który otrzymywała pensję w wysokości 100 tysięcy dolarów. W 1984 za występ w tym serialu otrzymała Złoty Glob.
Jane Wyman zmarła w wieku 90 lat w swoim domu w Rancho Mirage 10 września 2007 roku. Aktorka zmarła we śnie, śmiercią naturalną. Ponieważ za życia była świecką dominikanką, została pochowana w habicie w Forest Lawn Mortuary and Memorial Park w Cathedral City.

## Życie prywatne
Sarah Fulks poślubiła Myrona Futtermana 29 czerwca 1937 roku. 11 listopada 1938 roku doszło do rozwodu, z powodu „moralnej udręki”. 25 stycznia 1940 roku wyszła za mąż za Ronalda Reagana. Mieli dwoje dzieci: córkę Maureen (ur. w 1941) i adoptowanego syna Michaela. Pod koniec 1947 roku zaczął się między nimi kryzys. Usiłowali ratować małżeństwo, dzięki poradom u psychiatry. Próby te jednak nie powiodły się i 28 czerwca 1948 orzeczono między nimi rozwód, opiekę nad dziećmi sąd powierzył Jane, a Ronaldowi nakazał płacić alimenty w wysokości 500 dolarów miesięcznie. W 1952 roku ponownie wyszła za mąż. Trzecim mężem był Freddie Karger. Dwa lata później rozwiodła się z nim. W 1961 roku ponownie wyszła za Kragera, jednak małżeństwo to ponownie zakończyło się rozwodem.

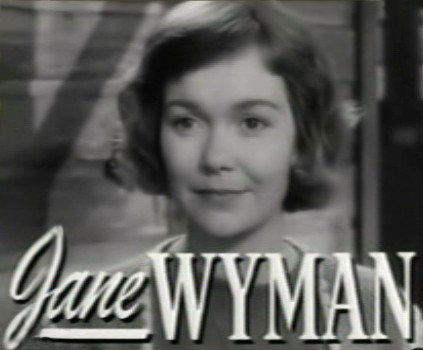
Jane Wyman w filmie Johnny Belinda w 1948 roku

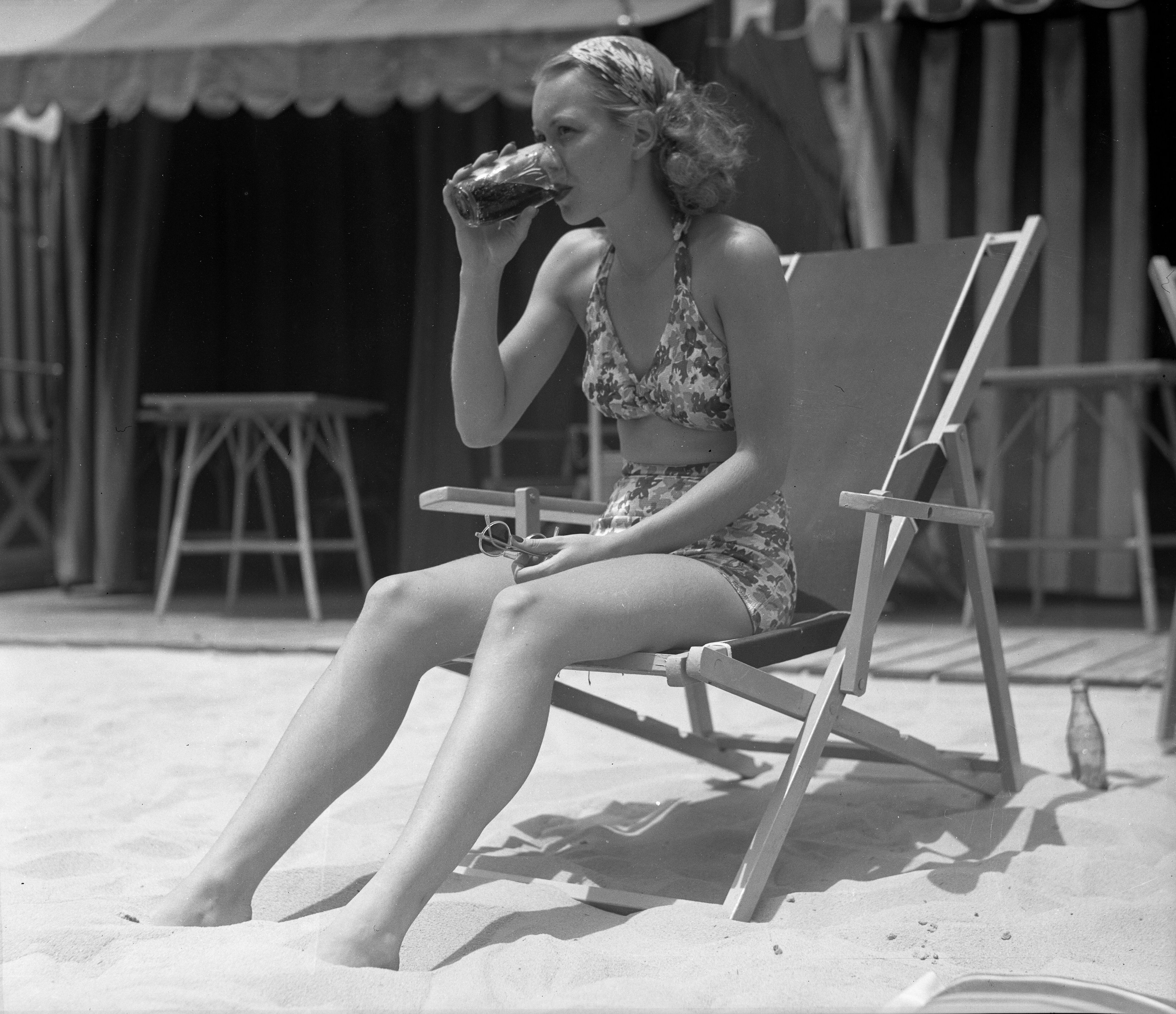
Wayman w 1935

## Filmografia
Filmy fabularne
- 1932: Urwis z Hiszpanii (The Kid from Spain) jako Dziewczyna Goldwyna (niewymieniona w czołówce)
- 1934: All the King’s Horses jako Dziewczyna na przyjęciu (niewymieniona w czołówce)
- 1934: College Rhythm jako Chorine (niewymieniona w czołówce)
- 1935: Rumba jako Dziewczyna Chorusa (niewymieniona w czołówce)
- 1935: Stolen Harmony jako Chorine (niewymieniona w czołówce)
- 1935: George White's 1935 Scandals jako Chorine (niewymieniona w czołówce)
- 1935: Król burleski (King of Burlesque) jako Tancerka (niewymieniona w czołówce)
- 1936: Freshman Love jako Co-Ed (niewymieniona w czołówce)
- 1936: Mój pan mąż (My Man Godfrey) jako Gość na imprezie (niewymieniona w czołówce)
- 1936: The Sunday Round-Up jako Butte Soule
- 1936: Cain i Mabel (Cain and Mabel) jako Dziewczyna Chorusa (niewymieniona w czołówce)
- 1936: Stage Struck jako Bessie Funfnick (niewymieniona w czołówce)
- 1936: Gold Diggers of 1937 jako Dziewczyna Chorusa (niewymieniona w czołówce)
- 1936: Polo Joe jako Dziewczyna na Polo Field (niewymieniona w czołówce)
- 1936: Bengal Tiger jako Dziewczyna w saloonie (niewymieniona w czołówce)
- 1936: Here Comes Carter jako Pielęgniarka (niewymieniona w czołówce)
- 1936: Anything Goes jako Dziewczyna Chorusa (niewymieniona w czołówce)
- 1937: Little Pioneer jako Katie Snee
- 1937: Over the Goal jako Co-Ed (niewymieniona w czołówce)
- 1937: Mr. Dodd Takes the Air jako Marjorie Day
- 1937: Smart Blonde jako Dixie
- 1937: Ready, Willing and Able jako Dot, sekretarka McNeila
- 1937: The King and the Chorus Girl jako Babette Latour
- 1937: Slim jako Pearl, dziewczyna Stumpy’ego
- 1937: The Singing Marine jako Joan
- 1937: Public Wedding jako Florence 'Flip'/'Flipsie' Lane Burke
- 1938: Wide Open Faces jako Betty Martin
- 1938: Fools for Scandal jako Gość na przyjęciu (niewymieniona w czołówce)
- 1938: Brother Rat jako Claire Adams
- 1938: The Crowd Roars jako Vivian
- 1938: He Couldn't Say No jako Violet Coney
- 1938: The Spy Ring jako Elaine Burdette
- 1939: Private Detective jako Myrna 'Jinx' Winslow
- 1939: The Kid From Kokomo jako Marian Bronson
- 1939: Tail Spin jako Alabama
- 1939: Kid Nightingale jako Judy Craig
- 1939: Torchy Blane.. Playing with Dynamite jako Ellen 'Torchy' Blane
- 1940: My Love Came Back jako Joy O’Keefe
- 1940: Tugboat Annie Sails Again jako Peggy Armstrong
- 1940: Gambling On the High Seas jako Laurie Ogden
- 1940: Brother Rat and a Baby jako Claire Terry
- 1940: Flight Angels jako Nan Hudson
- 1940: An Angel from Texas jako Marge Allen
- 1940: Alice in Movieland jako Gość u Carla (niewymieniona w czołówce)
- 1941: Bad Men of Missouri jako Mary Hathaway
- 1941: You're in the Army Now jako Bliss Dobson
- 1941: The Body Disappears jako Joan Shotesbury
- 1941: Honeymoon for Three jako Elizabeth Clochessy
- 1942: Footlight Serenade jako Flo La Verne
- 1942: Larceny, Inc. jako Denny Costello
- 1942: Mój ulubiony szpieg (My Favorite Spy) jako Connie
- 1943: Księżniczka O’Rourke (Princess O’Rourke) jako Jean
- 1944: Make Your Own Bed jako Susan Courtney
- 1944: The Doughgirls jako Vivian Marsden
- 1944: Crime by Night jako Robbie Vance
- 1945: Stracony weekend (The Lost Weekend) jako Helen St. James
- 1946: One More Tomorrow jako Frankie Connors
- 1946: Roczniak (The Yearling) jako Ma Baxter
- 1946: Dzień i noc (Night and Day) jako Gracie Harris
- 1947: Magiczne miasto (Magic Town) jako Mary Peterman
- 1947: Cheyenne jako Ann Kincaid
- 1948: Johnny Belinda jako Belinda McDonald
- 1949: A Kiss in the Dark jako Polly Haines
- 1949: Żona dla marynarza (The Lady Takes a Sailor) jako Jennifer Smith
- 1950: Szklana menażeria (The Glass Menagerie) jako Laura Wingfield
- 1950: Trema (Stage Fright) jako Eve Gill
- 1951: The Blue Veil jako Louise Mason
- 1951: Three Guys Named Mike jako Marcy Lewis
- 1951: Przybywa narzeczony (Here Comes the Groom) jako Emmadel Jones
- 1952: The Story of Will Rogers jako Betty Rogers
- 1952: Just for You jako Carolina Hill
- 1953: Let's Do It Again jako Constance Stuart
- 1953: Three Lives jako komentatorka
- 1953: So Big jako Selina DeJong
- 1954: Wspaniała obsesja (Magnificent Obsession) jako Helen Phillips
- 1955: Wszystko, na co niebo zezwala (All That Heaven Allows) jako Cary Scott
- 1955: Lucy Gallant jako Lucy Gallant
- 1956: Miracle in the Rain jako Ruth Wood
- 1959: Holiday for Lovers jako pani Mary Dean
- 1960: Pollyanna jako Ciocia Polly Herrington
- 1962: Bon Voyage! jako Katie Willard
- 1969: How to Commit Marriage jako Elaine Benson
- 1971: The Failing of Raymond jako Mary Bloomquist
- 1973: Amanda Fallon jako Doktor Amanda Fallon
- 1979: Niezwykła podróż doktor Meg Laurel (The Incredible Journey of Doctor Meg Laurel) jako Babcia Arrowroot

Seriale telewizyjne
- 1955: General Electric Theater jako dr Amelia Morrow
- 1955−1958: Jane Wyman Pressents The Fireside Theathre jako Różne role
- 1958-1962: Wagon Train jako dr Carol Willoughby / Hannah
- 1959: Lux Playhouse jako Selena Shelby
- 1960: Westinghouse Desilu Playhouse jako dr Kate
- 1960: Checkmate jako Joan Talmadge
- 1961: The Investigators jako Elaine
- 1966: Bob Hope Presents the Chrysler Theatre jako Addie Joslin
- 1967–1970: Insight jako Marie
- 1968: The Red Skelton Show jako Clara Appleby
- 1972: The Sixth Sense jako Ruth Ames
- 1972–1973: The Bold Ones: The New Doctors jako dr Amanda Fallon
- 1974: Owen Marshall: Counselor at Law jako Sophia Ryder
- 1980: Statek miłości (The Love Boat) jako Siostra Patricia
- 1980: Aniołki Charliego (Charlie’s Angels) jako Eleanor Willard
- 1981-1990: Falcon Crest jako Angela Gioberti Channing Erikson Stavros Agretti
- 1993: Doktor Quinn (Dr. Quinn, Medicine Woman) jako Elizabeth Quinn

## Nagrody
- Nagroda Akademii Filmowej dla aktorki pierwszoplanowej za rolę w filmie Johnny Belinda (1949)[10]
- Złoty Glob dla najlepszej aktorki dramatycznej za rolę w filmie Johnny Belinda (1949)[11]
- Złoty Glob dla najlepszej aktorki dramatycznej za rolę w filmie The Blue Veil (1951)[12]
- Złoty Glob – Nagroda Henrietty dla najlepszej aktorki (1952)[13]
- Złoty Glob dla najlepszej aktorki telewizyjnej za rolę w serialu Falcon Crest (1984)[14]